# Skarga umierającego
Skarga umierającego, znana także jako Żale umierającego, (inc. Ach, Mój smętku, ma żałości) – średniowieczna pieśń eschatologiczna zapisana w formie abecedariusza, powstała po roku 1424 (przypuszcza się, że ok. 1470). Autor nieznany. 

## Opis
Wiersz jest pierwszym świadectwem istnienia widowisk obrzędowych w języku polskim. Przypuszcza się, iż autor mógł inspirować się pieśnią O rozdeleni duše s tělem. Zachowały się dwie wersje utworu: płocka i wrocławska, do której załączona została pieśń ludowa rozpoczynająca się słowami Dusza z ciała wyleciała. Obydwie wersje utworu zostały wydane po raz pierwszy przez Nehringa w roku 1886.
Wersja płocka znajdowała się w łacińskim zbiorze kazań (sygn. 91, k. 277 r–v), znajdującym się dawniej w Bibliotece Seminaryjnej w Płocku, zaginionym w czasie II wojny światowej. Zapisu utworu dokonał prawdopodobnie około 1463 roku Dawid z Mirzyńca, bratanek Mikołaja z Mirzyńca, do którego należał kodeks.